# Дашков, Алексей Андреевич
Алексей Андреевич Дашков (1910-1997) — старшина Рабоче-крестьянской Красной Армии, участник Великой Отечественной войны, полный кавалер ордена Славы.

## Биография

Могила Дашкова на Восточном кладбище Минска.

Алексей Дашков родился 10 апреля 1910 года в деревне Нефёдово (ныне — Спасский район Рязанской области). Окончив начальную школу, работал в магазине. В 1941 году Дашков был призван на службу в Рабоче-крестьянскую Красную Армию. С февраля 1942 года — на фронтах Великой Отечественной войны.
К январю 1944 года младший сержант Алексей Дашков командовал отделением 436-го стрелкового полка 155-й стрелковой дивизии 38-й армии 1-го Украинского фронта. 28 января 1944 года в бою у населённого пункта Романов Хутор Липовецкого района Винницкой области Украинской ССР отделение Дашкова отражало немецкие контратаки, продержавшись до подхода основных сил. В том бою Дашков лично уничтожил более 10 солдат и офицеров противника. 3 марта 1944 года он был награждён орденом Славы 3-й степени.
14 марта 1944 года в бою за населённый пункт Сипачки Дашков лично уничтожил 4 немецких солдат, ещё 4 взял в плен. В том бою он получил ранение, но продолжал сражаться. 15 апреля 1944 года Дашков был награждён орденом Славы 2-й степени.
К июлю 1944 года старшина Дашков уже командовал пулемётным взводом того же полка. 22 июля 1944 года его взвод успешно переправился через реку Злота Липа и, атаковав противника с фланга, способствовал успешным действиям всего батальона.
Указом Президиума Верховного Совета СССР от 24 марта 1945 года за «образцовое выполнение заданий командования в боях с немецкими захватчиками» старшина Алексей Дашков был награждён орденом Славы 1-й степени за номером 1814.
В 1944 году Дашков был демобилизован по болезни. Проживал и работал в Минске. Умер 25 июня 1997 года, похоронен на Восточном кладбище Минска.
Был также награждён орденом Отечественной войны 1-й степени и рядом медалей.